# Степные Огни
Степные Огни — село в Сакмарском районе Оренбургской области в составе Верхнечебеньковского сельсовета. 

## География
Село находится у старицы на левобережье реки Сакмара на расстоянии примерно 15 километров по прямой на восток-северо-восток от районного центра села Сакмара.

## Население
Население составляло 95 человек в 2002 году (татары 52%, русские 37%), 123 по переписи 2010 года.